# Крцкалица за орашасте плодове
Крцкалица за орашасте плодове је алат дизајниран за отварање орашастих плодова ломљењем њихове љуске. Постоји много конструкционих решења, укључујући полуге, завртње и засуне. Верзија са полугом се такође користи за разбијање шкољки јастога и ракова.
Декоративна верзија приказује особу чија уста формирају чељусти крцкалице.

## Функције
Орашасти плодови су се током историје отварали помоћу чекића и наковња, често направљених од камена.  Неки орашасти плодови, као што су ораси, такође се могу отворити руком, држећи орах на длану и притискајући другим дланом или палцем, или користећи други орах. 
Произвођачи производе модерне функционалне крцкалице који обично помало личе на клешта, али са тачком обртања на крају иза матице, а не у средини. Они се такође користе за разбијање шкољки ракова и јастога како би се месо изнутра учинило доступним за јело. Крцкалице са шаркама, које се често називају „пар крцкалица“, можда датирају још из античке Грчке.  До 14. века у Европи, крцкалице су документоване у Енглеској, укључујући Кентерберијске приче, и у Француској.  Дизајн полуге можда је произашао из ковачких клешта. Материјали су укључивали метале као што су сребро, ливено гвожђе и бронза, и дрво укључујући шимшир, посебно они из Француске и Италије.  Ређе се користио порцелан.  Многе дрвене резбарене крцкалице биле су у облику људи и животиња. 
Током викторијанске ере, воће и орашасти плодови били су служени на вечери, а китњасте и често посребрене крцкалице су се производиле да служе на столу за вечеру.  Орашасти плодови су дуго били популаран избор за десерте, посебно широм Европе. Крцкалице су стављане на трпезаријске столове како би служиле као центар забаве док су гости чекали свој завршни оброк. Некада су крцкалице биле направљене од метала као што је месинг, а популарност дрвених је почела да се шири тек 1800-их у Немачкој. 
У касном 19. веку дошло је до две промене у производњи крцкалица: пораст фигуративног и декоративног дизајна, посебно са Алпа где су се продавали као сувенири, и прелазак на индустријску производњу, укључујући доступност у каталозима за наруџбу поштом, уместо занатске производње.  Након 1960-их, доступност претходно ољуштених орашастих плодова довела је до смањења скупљања крцкалица и пада традиције стављања орашастих плодова у дечије божићне чарапе. 

### Алтернативни дизајни
У 17. веку су уведени шрафови који су вршили постепени притисак на љуску, неки попут менгела.  Крцкалице са опругом је патентирао Хенри Квакенбуш 1913.  Дизајн са засуном, сличан аутомобилској дизалици, који постепено повећава притисак на љуску како би се избегло оштећење језгра изнутра, користи крцкалица коју је 1947. патентирао Катберт Лесли Рајмс из Морлија, Лидс и изложио на Британском фестивалу.     Ораси са љуском и даље су популарни у Кини, где се алатка убацује у пукотину ораха, пекана и ева и увија да се љуска отвори. 

## Декоративне крцкалице
Крцкалице у облику резбарених војника, витезова, краљева и др. постоје најмање од 15. века. Фигуративне крцкалице су симбол среће у Немачкој, а народна прича говори да је произвођач лутака победио у изазову ломљења ораха тако што је направио лутку са устима као полугом за разбијање ораха.  Ове фигуре крцкалице приказују особу са великим устима која се отварају подизањем полуге у задњем делу фигурице. Првобитно се могао убацити орах у уста са великим зубима, притиснути и на тај начин разбити орах. Модерне крцкалице у овом стилу служе углавном за декорацију, углавном у време Божића, у доба када су дуго биле традиционални симбол.  Балет Петра Иљича Чајковског Крцко Орашчић, заснован на причи Е.Т.А. Хофмана, добио је име по овој празничној декорацији.
Резбарење крцкалице — као и религиозних личности и јаслица — развило се као кућна радиност у шумовитим руралним областима Немачке. Најпознатије резбарије крцкалица потичу из Зонеберга у Тирингији (такође центар израде лутака) и као део индустрије израде дрвених играчака у Рудним горама. Резбарење је обично представљало једини приход за људе који су тамо живели. Данас туристичка индустрија допуњује свој приход доводећи посетиоце у удаљена подручја. 
Украсне крцкалице постале су популарне у Сједињеним Државама након Другог светског рата, након прве америчке продукције балета Крцко Орашчић 1940. године и сусретом америчких војника са луткама током рата. У Сједињеним Државама је неколико украсних крцкалица сада функционално, иако су скупи радни дизајни и даље доступни. После 1980-их, кинески и тајвански увоз који је копирао традиционални немачки дизајн је превладао. Реконструисано „баварско село“ у Ливенворту у Вашингтону има музеј крцкалица ораха. Многи други материјали такође служе за прављење крцкалица, као што су порцелан, сребро и месинг; музеј приказује узорке. Поштанска служба Сједињених Америчких Држава издала је четири марке у октобру 2008. са крцкалицама које је направио уметник из Ричмонда, из Вирџиније, Глен Крајдер. 

## Друге употребе
Неки уметници, међу којима је и мулти-инструменталиста Мајк Олдфилд, користили су звук који стварају крцкалице у музици. 
Старо веровање међу Малајцима у југоисточној Азији каже да се крцкалица (kacip pinang) може ставити под бебин јастук како би се спречила штета од паранормалних створења. 

## Код животиња
Многе животиње љуште орахе да би их јеле, укључујући коришћење алата. Мајмун капуцин је добар пример. Папагаји користе своје кљунове као природне крцкалице, на исти начин на који мање птице разбијају семенке. 